# Cabinet Schoof
Royaume des Pays-Bas
Rutte IV 
Le cabinet Schoof (en néerlandais : Kabinet-Schoof) est le gouvernement du royaume des Pays-Bas depuis le 2 juillet 2024, sous la XXXIXe législature de la Seconde Chambre des États généraux.
Il est dirigé par l'indépendant Dick Schoof et formé après les élections législatives anticipées du 22 novembre 2023. Schoof est le premier Premier ministre depuis Jelle Zijlstra à ne pas avoir concouru lors des élections législatives précédant la formation du gouvernement. Son cabinet se compose de seize ministres, dont quatre portent le titre de vice-Premier ministre.
Majoritaire à la Seconde Chambre, il est constitué d'une coalition entre le Parti pour la liberté, le Parti populaire pour la liberté et la démocratie, le Nouveau Contrat social et le Mouvement agriculteur-citoyen.
Il succède au cabinet Rutte IV, qui assumait la gestion des affaires courantes depuis sa démission. Le 3 juin 2025, Dick Schoof annonce la démission du gouvernement en raison du retrait de la coalition du Parti pour la liberté et la tenue d'élections législatives anticipées.

## Historique du mandat
Ce gouvernement est dirigé par le nouveau Premier ministre indépendant Dick Schoof. Il est constitué et soutenu par une coalition entre le Parti pour la liberté (PVV), le Parti populaire pour la liberté et la démocratie (VVD), le Nouveau Contrat social (NSC) et le Mouvement agriculteur-citoyen (BBB). Ensemble, ils disposent de 88 représentants sur 150, soit 58,7 % des sièges de la Seconde Chambre des États généraux.
Il est formé à la suite des élections législatives anticipées du 22 novembre 2023.
Il succède donc au cabinet Rutte IV, constitué et soutenu par une coalition entre le VVD, les Démocrates 66 (D66), l'Appel chrétien-démocrate (CDA) et l'Union chrétienne (CU), et assumant la gestion des affaires courantes depuis sa démission le 7 juillet 2023 à la suite d'un désaccord concernant le droit d'asile.

### Formation
Sur proposition du PVV, l'ancien ministre travailliste Ronald Plasterk est désigné « éclaireur » le 28 novembre 2023, deux jours après le renoncement du sénateur d'extrême droite Gom van Strien, accusé de fraude quand il était cadre d'entreprise. Le 13 décembre suivant, après avoir remis son rapport recommandant d'ouvrir des négociations entre le PVV, le VVD, le NSC et le BBB, Ronald Plasterk est désigné par une majorité de la Seconde Chambre comme informateur. Les discussions sont rompues le 6 février 2024, le NSC faisant part d'un différend avec le PVV sur le sujet des finances publiques.
La Seconde Chambre, après avoir débattu du nouveau rapport de Ronald Plasterk, approuve le 14 février suivant la proposition du PVV de désigner le président du Conseil économique et social Kim Putters comme nouvel informateur. Après que Kim Putters a rétabli le dialogue entre le PVV, le VVD, le NSC et le BBB, Geert Wilders annonce le 13 mars qu'il n'a plus l'intention de devenir Premier ministre afin de faciliter la formation d'un gouvernement dit « extra-parlementaire » sur lequel les quatre partis semblent prêts à s'accorder. Kim Putters ayant proposé à la Chambre la formation d'un « cabinet de programme », celle-ci désigne le 20 mars sur proposition du PVV un binôme d'informateurs composé de l'ancien député du SGP Elbert Dijkgraaf et du conseiller d'État membre du CDA Richard van Zwol afin d'explorer cette formule.
Le 16 mai, Geert Wilders annonce que le Parti pour la liberté, le Parti populaire pour la liberté et la démocratie, le Nouveau Contrat social et le Mouvement agriculteur-citoyen sont parvenus à conclure un accord de coalition, sans révéler à ce stade le nom du futur Premier ministre. Les quatre formations indiquent le 28 mai s'être entendues sur le nom du haut fonctionnaire Dick Schoof comme Premier ministre, qui devient ainsi le premier chef de l'exécutif à ne pas avoir d'expérience parlementaire ou ministérielle, après que Ronald Plasterk, proposé par le PVV, a été contraint de renoncer.
Le cabinet prête serment et entre en fonction le 2 juillet suivant, 7 mois et 10 jours après la tenue des élections.

### Chute
Geert Wilders présente à l'improviste le 26 mai 2025 un plan de dix mesures pour durcir drastiquement le droit d'asile, générant un désaccord au sein de la coalition fragilisée. Ce nouveau plan rompt avec les accords sur l'immigration et promeut principalement la fermeture des frontières des Pays-Bas pour les nouveaux demandeurs d'asile, l’arrêt de la construction de centres d’accueil et l’expulsion de tous les Syriens vivant actuellement sur le sol néerlandais. Le 2 juin, une réunion est organisée entre les différents partis du gouvernement et conclut que Geert Wilders doit revoir ses propositions et les présenter via la ministre de l'Immigration Marjolein Faber, membre du PVV. Wilders déclare pour sa part qu'il ne constate pas de volonté de la part des autres partis de faire quelque chose immédiatement et que « ça ne sent pas bon », menaçant de quitter le gouvernement.
Le 3 juin, après une nuit de réflexion, Geert Wilders annonce le retrait de son parti de la coalition, poussant Dick Schoof à remettre sa démission. Des élections législatives anticipées sont ainsi prévues pour le 29 octobre 2025,.

## Composition

### Initiale (2 juillet 2024)
| Fonction                                                                             | Titulaire | Titulaire | Titulaire        | Parti |
| ------------------------------------------------------------------------------------ | --------- | --------- | ---------------- | ----- |
| Premier ministre Ministre des Affaires générales                                     |           |           | Dick Schoof      | Ind.  |
| Vice-Première ministre Ministre de la Santé, du Bien-être et des Sports              |           |           | Fleur Agema      | PVV   |
| Vice-Première ministre Ministre de la Politique climatique et de la Croissance verte |           |           | Sophie Hermans   | VVD   |
| Vice-Premier ministre Ministre des Affaires sociales et de l'Emploi                  |           |           | Eddy van Hijum   | NSC   |
| Vice-Première ministre Ministre du Logement et de l'Aménagement du territoire        |           |           | Mona Keijzer     | BBB   |
| Ministre du Commerce extérieur et de l'Aide au développement                         |           |           | Reinette Klever  | PVV   |
| Ministre de la Justice et de la Sécurité                                             |           |           | David van Weel   | VVD   |
| Ministre des Affaires intérieures et des Relations au sein du Royaume                |           |           | Judith Uitermark | NSC   |
| Ministre de l'Éducation, de la Culture et de la Science                              |           |           | Eppo Bruins      | NSC   |
| Ministre de la Défense                                                               |           |           | Ruben Brekelmans | VVD   |
| Ministre des Affaires économiques                                                    |           |           | Dirk Beljaarts   | PVV   |
| Ministre des Infrastructures et des Eaux                                             |           |           | Barry Madlener   | PVV   |
| Ministre des Affaires étrangères                                                     |           |           | Caspar Veldkamp  | NSC   |
| Ministre de l'Agriculture, de la Pêche, de la Nature et de la Qualité alimentaire    |           |           | Femke Wiersma    | BBB   |
| Ministre de l'Asile et de l'Immigration                                              |           |           | Marjolein Faber  | PVV   |
| Ministre des Finances                                                                |           |           | Eelco Heinen     | VVD   |

### Remaniement du 3 juin 2025
- Par rapport à la composition précédente, les nouveaux ministres sont indiqués en gras et ceux ayant changé d’attributions sont indiqués en italique.

| Fonction | Titulaire | Titulaire | Titulaire        | Parti |
| --- | --------- | --------- | ---------------- | ----- |
| Premier ministre Ministre des Affaires générales                                                                              |           |           | Dick Schoof      | Ind.  |
| Vice-Premier ministre Ministre des Affaires sociales et de l'Emploi Ministre de la Santé, du Bien-être et des Sports          |           |           | Eddy van Hijum   | NSC   |
| Vice-Première ministre Ministre de la Politique climatique et de la Croissance verte Ministre des Infrastructures et des Eaux |           |           | Sophie Hermans   | VVD   |
| Vice-Première ministre Ministre du Logement et de l'Aménagement du territoire                                                 |           |           | Mona Keijzer     | BBB   |
| Ministre de la Justice et de la Sécurité Ministre de l'Asile et de l'Immigration                                              |           |           | David van Weel   | VVD   |
| Ministre des Affaires intérieures et des Relations au sein du Royaume                                                         |           |           | Judith Uitermark | NSC   |
| Ministre de l'Éducation, de la Culture et de la Science                                                                       |           |           | Eppo Bruins      | NSC   |
| Ministre de la Défense |           |           | Ruben Brekelmans | VVD   |
| Ministre des Affaires étrangères                                                                                              |           |           | Caspar Veldkamp  | NSC   |
| Ministre de l'Agriculture, de la Pêche, de la Nature et de la Qualité alimentaire                                             |           |           | Femke Wiersma    | BBB   |
| Ministre des Finances Ministre des Affaires économiques                                                                       |           |           | Eelco Heinen     | VVD   |